# 유다킨슈코역
유다킨슈코역(일본어: ゆだ錦秋湖駅)은 일본 이와테현 와가군 니시와가정에 위치한 동일본 여객철도 기타카미 선의 철도역이다. 단선 승강장 1면 1선의 구조를 갖춘 지상역이다.

## 역 주변
- 긴슈 호
- 국도 제107호선

## 역사
- 1924년 11월 15일 : 요코구로 선 리쿠추오이시역으로서 개업.
- 1962년 12월 1일 : 유다 댐 건설로 인해 루트 변경, 현재 위치로 이전.
- 1986년 11월 1일 : 교환 설비 철거, 무인화.
- 1987년 4월 1일 : 일본국유철도 분할 민영화에 의해, 동일본 여객철도가 승계.
- 1991년 6월 20일 : 유다킨슈코역으로 개칭.

## 인접 역
| ■ 기타카미 선          | ■ 기타카미 선 | ■ 기타카미 선        |
| ---------------------- | ------------- | -------------------- |
| 와카센닌 기타카미 방면 | ■ 보통        | 홋토유다 요코테 방면 |